# 无力磁场
无力磁场是在磁流体力学中，能满足{\displaystyle {\boldsymbol {J}}\times {\boldsymbol {B}}=0}的磁场。无力磁场中的重力和压力都可以忽略，磁作用占主导地位，能够在自身的磁压力和磁张力的作用下保持平衡。无力磁场的基本方程是：
{\displaystyle \nabla \times {\boldsymbol {B}}=\alpha {\boldsymbol {B}}}
其中α是空间位置的函数。上式虽然简单，但是人们对于无力磁场的性质仍然不甚了解。对上式取散度，并考虑到{\displaystyle \nabla \cdot {\boldsymbol {B}}=0}，可以得到：
{\displaystyle {\boldsymbol {B}}\cdot \nabla \alpha =0}
上式表明α在每根磁力线上只有一个值。